# Derbi Indonesia
Derbi Indonesia ist die Bezeichnung für das Aufeinandertreffen der Fußballmannschaften von Persija Jakarta aus der indonesischen Hauptstadt Jakarta und Persib Bandung aus der rund 150 Kilometer südöstlich von Jakarta gelegenen Stadt Bandung. Es ist die heftigste Rivalität im indonesischen Fußball.

## Geschichte der Rivalität
Die bösartige Art der Rivalität zwischen den beiden Mannschaften bzw. ihren Fangruppen entstand wahrscheinlich 2001, als es in beiden Begegnungen der indonesischen Liga zu bösartigen Ausschreitungen zwischen den Fans beider Lager kam. Seither kam es immer wieder zu üblen Ausschreitungen mit zahlreichen Verletzten und mehreren Todesfällen auf beiden Seiten.
Obwohl aufgrund der zahlreichen schweren Vorkommnisse in der Vergangenheit bei den „Derbys“ keine Gästefans mehr zugelassen sind, kommt es dennoch immer wieder zu schweren Zwischenfällen, die sich vorwiegend auf den Autobahnen ereignen, wenn zum Beispiel Fans von Persija sich auf Auswärtsfahrten zu anderen Gegnern befinden und ihre Busse in der Nähe von Bandung von radikalen Persib-Fans angegriffen werden.
Ein besonders brutales Ereignis war die Ermordung des 23-jährigen Persija-Fans Haringga Sirla, der 2018 trotz des Verbots für Auswärtsfans inkognito zu einem Spiel nach Bandung angereist war. Als einheimische Ultras auf ihn aufmerksam wurden und seine Identität feststellten, prügelten sie ihn zu Tode.